# Tounolle
La Tounolle est un cours d'eau du département de la Haute-Saône, en région Bourgogne-Franche-Comté et un affluent de l’Ognon, donc un sous-affluent du Rhône par la Saône.

## Géographie
Le ruisseau de l'Allée Verte - comme s'appelle la Tounolle en partie haute - est un ruisseau prenant sa source à l'est du lieu-dit Les Roselières, à 310 m d'altitude, entre le bois de Verbuzon et le bois de Chaley.
Il traverse le canton de Rioz ainsi que le village de Montarlot-lès-Rioz. Il est rejoint par le Ruisseau des Sept Fontaines et d'autres petits cours d'eau avant de s'appeler la Tounolle au nord de Boult.
La longueur de son cours d'eau est de 14 km.
La Tounolle traverse le Canton de Rioz en passant par les villages de Boult et conflue en rive droite dans la rivière l'Ognon sur la commune de Boulot, à 212 m d'altitude.

## Communes et cantons traversés

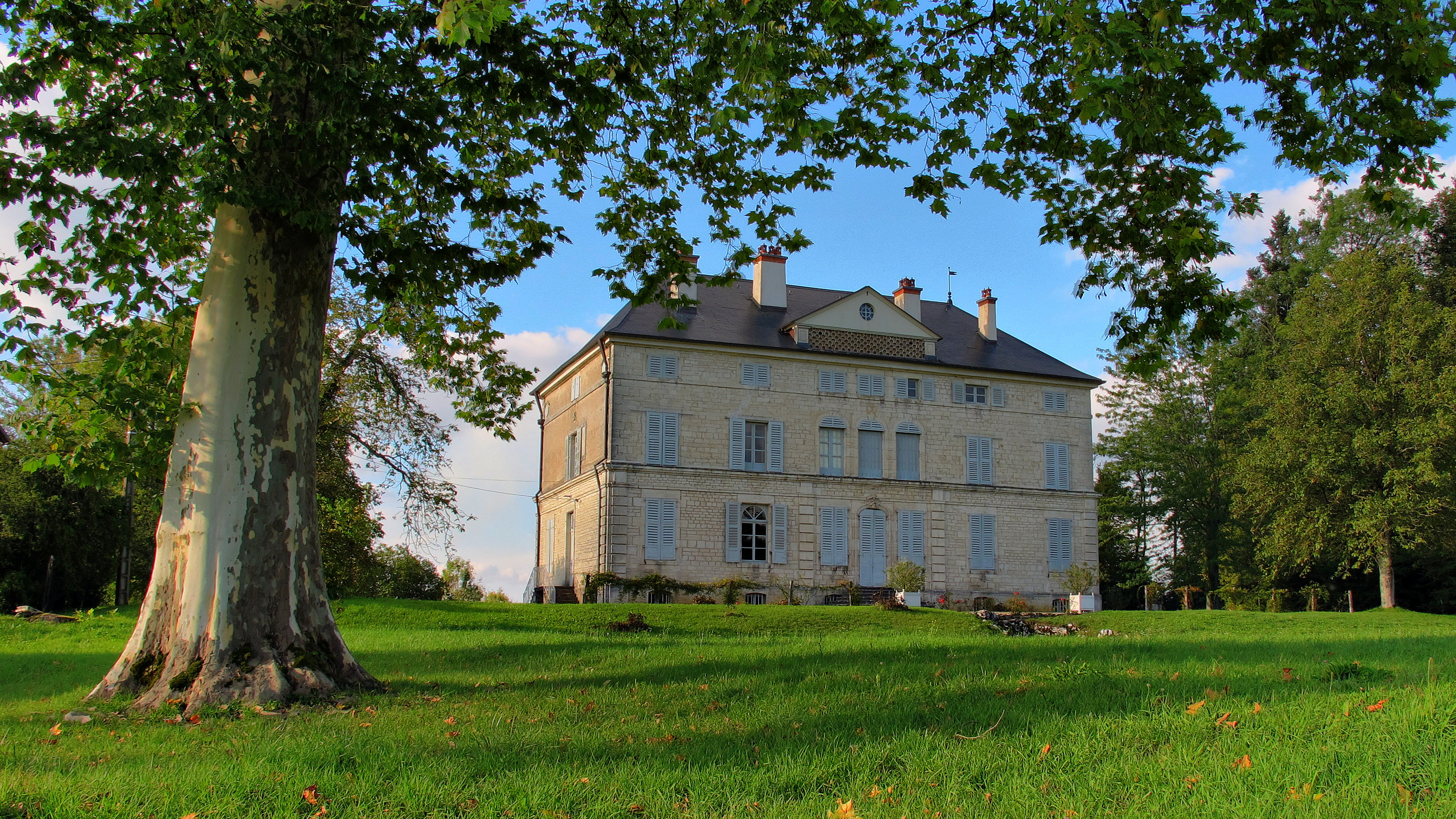
Château de Boulot.

Dans le seul département de la Haute-Saône, la Tounolle traverse cinq communes et un canton :
- dans le sens amont vers aval : Fondremand (source), Trésilley, Montarlot-lès-Rioz, Boult, Boulot (confluence).

Soit en termes de cantons, la Tounolle prend source et conflue dans le même canton de Rioz, dans l'arrondissement de Vesoul.

## Affluents

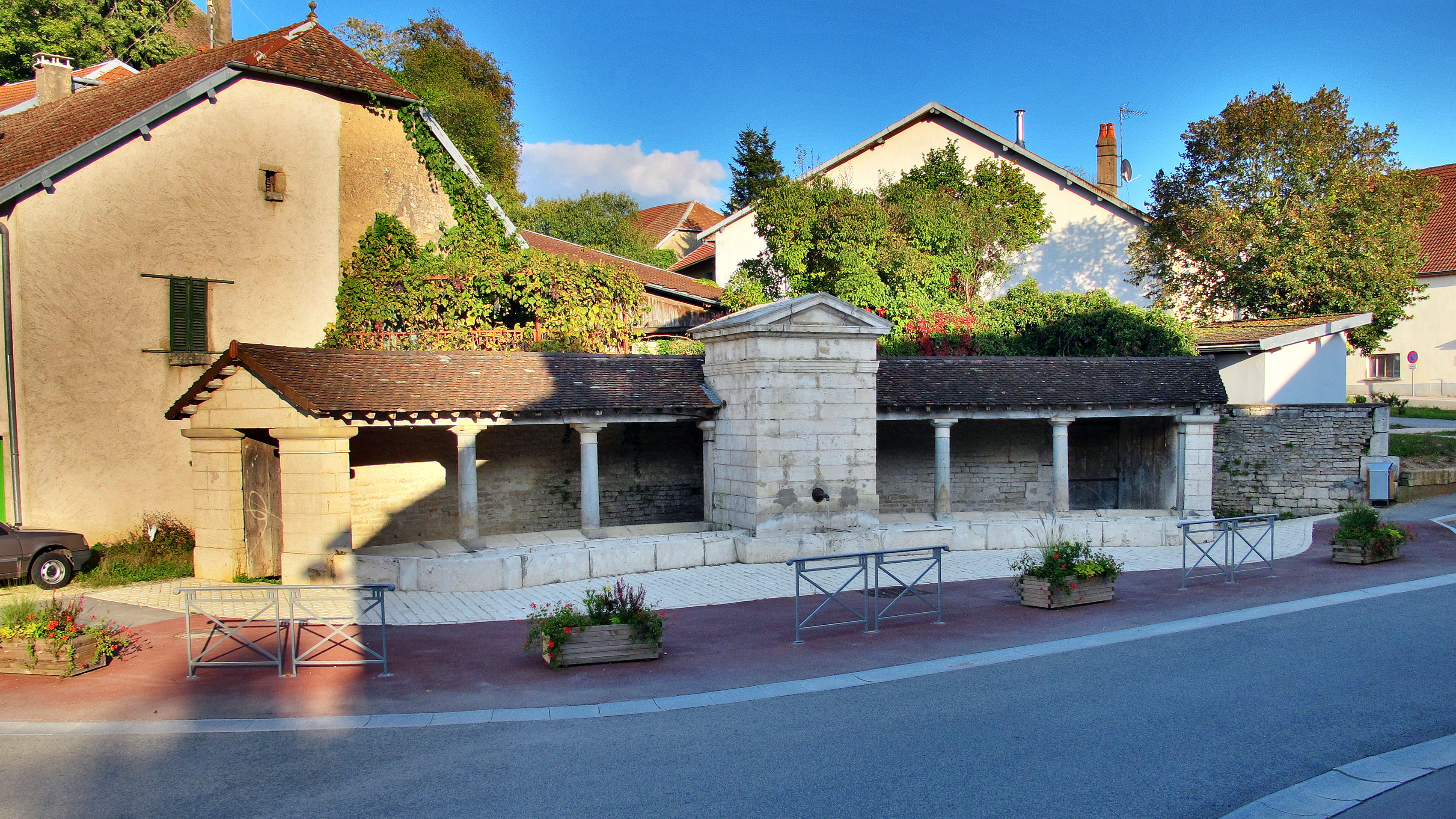
La grande fontaine de Boult.

La Tounolle a un seul affluent référencé :
- Le Ruisseau des Sept Fontaines[6] (rg), 2,5 km prend sa source à Trésilley à 330 mètres d'altitude, dans le bois de la Charrière, traverse le Canton de Rioz avant de confluer au niveau de Montarlot-lès-Rioz, à 255 m d'altitude, entre les lieux-dits le Ranchot Gaillard et le Pontot.

Géoportail ajoute néanmoins :
- la source des Fontenottes (rg) dans la combe aux loups sur les deux communes de Boult et Sorans-lès-Breurey.
- la source des quatre Fontaines (rg), confluant au lieu-dit l'Abbayotte.

Le rang de Strahler est donc de deux.

## La Déviation
La déviation du cours d'eau au niveau de Boulot est due à la construction d'un moulin à aubes scindant ainsi la rivière en deux parties avant qu'elles se rejoignent quelques centaines de mètres plus loin[réf. nécessaire].

## Hydrologie
La Tounolle traverse une seule zone hydrographique 'L'ognon du ruisseau de la Baume à la Lanterne de Chaucenne' (U106) de 1 786 km2 de superficie. Ce bassin versant est constitué à 49,86 % de forêts et milieux semi-naturels, à 46,10 % de territoires agricoles, à 3,70 % de territoires artificialisés, et à 0,33 % de surfaces en eau.

## Écologie
La qualité des eaux de la Tounolle est moyenne.

### ZNIEFF
La Tounolle a donné lieu a une ZNIEFF de type I, décrite depuis 1985, de 112 hectares, sur les cinq communes de Cussey-sur-l'Ognon, Boulot, Boult, Bussières et Étuz : ZNIEFF 430007873 - Vallée de la Tounolle et méandres de l'Ognon.

### Flore
On trouve la laîche maigre, la prêle d'hiver ou le Blechnum en épi.

### Faune
Les berges verticales sont favorables à la nidification de l'hirondelle de rivage. La présence de méandres morts est intéressant pour la reproduction du brochet.

## Organisme gestionnaire
La commune de Boulot est adhérente  au SMAMBVO ou Syndicat Mixte d'Aménagement de la Moyenne et Basse Vallée de l'Ognon.